# 信菩彌
信菩彌（發音：[ʃɪ̀ɴ bo̰ mɛ̀]）是緬甸阿瓦王朝的后妃，她是緬甸當時公認的絕色美人，曾先後作為五位阿瓦國王的后妃。

## 生平
信菩彌是阿瓦國王明基蘇瓦紹蓋的外孫女，彬牙國王覺蘇瓦一世的曾外孫女。信菩彌的祖父登卡杜紹南是明基蘇瓦紹蓋手下四名大將之一。
信菩彌是阿瓦國王明康最寵愛的妃子。一說信菩彌在1407年就已被明康封為王后。1408年的戰爭中，信菩彌隨軍出征。後來，阿瓦軍大敗潰散，明康的妃子信彌奴被勃固軍俘虜，信菩彌在當時也與阿瓦軍走散。明康得知後，曾有信彌奴既已被俘，如再失去信菩彌，就不願意苟活的感慨。後來，信菩彌被御象伕尋獲並帶回，明康大喜過望，卻轉而疑心象伕與信菩彌有染，賜死了象伕。
明康逝世後，信菩彌被其子底哈都收繼為妃，深得其寵。1424年，底哈都移情寵愛新得的勃固公主信紹布，引起信菩彌的嫉妒。1425年8月，信菩彌與錫箔詔法密謀伏殺了底哈都。她將年僅七歲的明拉艾扶上王位，與其成婚。三個月後，信菩彌毒殺了明拉艾。
1425年11月，信菩彌將其情人戛里詔法格禮傑當紐扶上王位，繼續作為他的王后。然而，孟養詔法孟養德多不服，率軍進攻阿瓦，奪得王位。格禮傑當紐與信菩彌乘船逃至沙林，他們打算經安隘前往阿臘干，格禮傑當紐卻病逝於瑞齊陶附近。不久，信菩彌被召回阿瓦，成為孟養德多的妃子。孟養德多得到信菩彌後非常高興，在敏巫為其建了旃他只佛塔（Chanthagyi Pagoda）。信菩彌先後嫁與五位國王，卻無嗣而終。